# Apodemia sonorensis
Apodemia sonorensis är en fjärilsart som beskrevs av Felder 1865. Apodemia sonorensis ingår i släktet Apodemia och familjen Riodinidae. Inga underarter finns listade i Catalogue of Life.